# Pseudobrachypeza bulbosa
Pseudobrachypeza bulbosa är en tvåvingeart som först beskrevs av Oskar Augustus Johannsen 1912.  Pseudobrachypeza bulbosa ingår i släktet Pseudobrachypeza och familjen svampmyggor. Inga underarter finns listade i Catalogue of Life.